# کنس‌پا
کنس پا، روستایی است از توابع بخش چمستان شهرستان نور در استان مازندران ایران.

## جمعیت
این روستا در دهستان میان‌رود (نور) قرار دارد و براساس سرشماری مرکز آمار ایران در سال ۱۳۸۵، جمعیت آن ۱۳۱ نفر (۲۹خانوار) بوده‌است.